# Wasserturm Blumenthal
Der Wasserturm Blumenthal in Bremen-Blumenthal, Mühlenstraße 62, gehört zu den bedeutenden Bremer Bauwerken und steht unter Denkmalschutz.
Das Gebäude wurde 1993 als Bremer Kulturdenkmal unter Denkmalschutz gestellt.

## Geschichte
Der rotsteinsichtige, quadratische, 50 Meter hohe Wasserturm wurde 1927/28 nach Plänen des Architekten Michael Fischer in der typischen norddeutschen, expressionistischen Architektur (siehe auch Backsteinexpressionismus) der 1920er Jahre gebaut. Gestalterisch prägend sind der zweigeschossige Sockel, die sechs Zwischengeschosse, der obere Turmteil mit dem acht Meter hohen Behälter mit einem Durchmesser von sieben Metern und das Zeltdach. Im Erdgeschoss stehen am Turm zwei eingeschossige Gebäudeteile mit Walmdächern. Drei Wappenabbildungen in Sandstein mit Motiven von Neptun, der Kogge aus dem Wappen von Blumenthal und der Eule als Symbol für Wissenschaft und Technik zieren über den gotisierenden Eingangstüren. Zierlich begleitet den wuchtigen Turm das kleine, quadratische Eingangshäuschen aus Klinker mit seinem Spitzdach. Der in 30 Metern Höhe eingebaute Tank dient mit seinen 300.000 Liter Wasser als Trinkwasserreservoir. Im Sockel befand sich die  Badeanstalt im Wasserturm.
Das dominierende Bauwerk ist ein Wahrzeichen Blumenthals. Dabei war 1927 das Bauwerk stark umstritten, als Einwohner auf einer Versammlung in der Strandhalle sich gegen das Wasserwerk nebst Wasserturm aussprachen und das „klare und geschmackvolle Brunnenwasser“ bevorzugten. Seit Anfang der 1990er Jahre ist der Hochbehälter nicht mehr für die Trinkwasserversorgung in Funktion. In den beiden erdgeschossigen Seitenflügeln befindet sich seit 1966 die Kindertagesstätte Wasserturm. Die Badeanstalt im Wasserturm wurde 1965 mit der Eröffnung des neuen Kombibades Bremen-Nord geschlossen. Ein Umbau für Wohnungen im Turm wurde nicht genehmigt.